# Sierra de la Albera
La sierra de la Albera, o también Macizo de la Albera, (en francés massif des Albères, en catalán : serra de l'Albera)  es un macizo montañoso situado en la parte más oriental de la Cordillera Pirenaica, desde el Col du Perthus hasta el mar Mediterráneo.
Administrativamente, forma parte de la provincia de Gerona en Cataluña (España) y del departamento de Pirineos Orientales, de Francia. Su máxima altitud es el Pico Neulós, de 1256 metros de altitud.

## Espacio natural
El territorio ampurdanés  de la sierra -en la zona de España- conforma, desde el año 1986, el Paraje Natural de Interés Nacional de la Albera, constituido por dos sectores bien diferenciados: uno occidental, el de Requesens (La Junquera) y las Baussitges (Espolla), y uno oriental, el de San Quirico de Colera (Rabós) y la Balmeta, separados por el coll de Banyuls. 
Este paraje natural permite observar la transición entre las especies propias de la sierra pirenaica y las más típicamente mediterráneas, en un terreno de rocas metamórficas, como esquistos y pizarra. Las zonas más altas presentan una vegetación variada, con alcornocales, encinares, castañales, robledales, hayedos y prados alpinos. A medida que se acerca a la zona más próxima al mar, la sierra va perdiendo vegetación y está dominada por alcornoques, brolla y matojos (maquis mediterráneo). En cuanto a la fauna, en el sector de San Quirico de Colera y la Balmeta subsisten las últimas poblaciones de tortuga mediterránea de la península ibérica. La vaca de la Albera, una raza autóctona, vive en el bosque en régimen de total libertad. 
En la zona del Rosellón -correspondiente a Francia-, el bosque de la Massane también tiene el carácter de reserva natural protegida desde el año 1973.

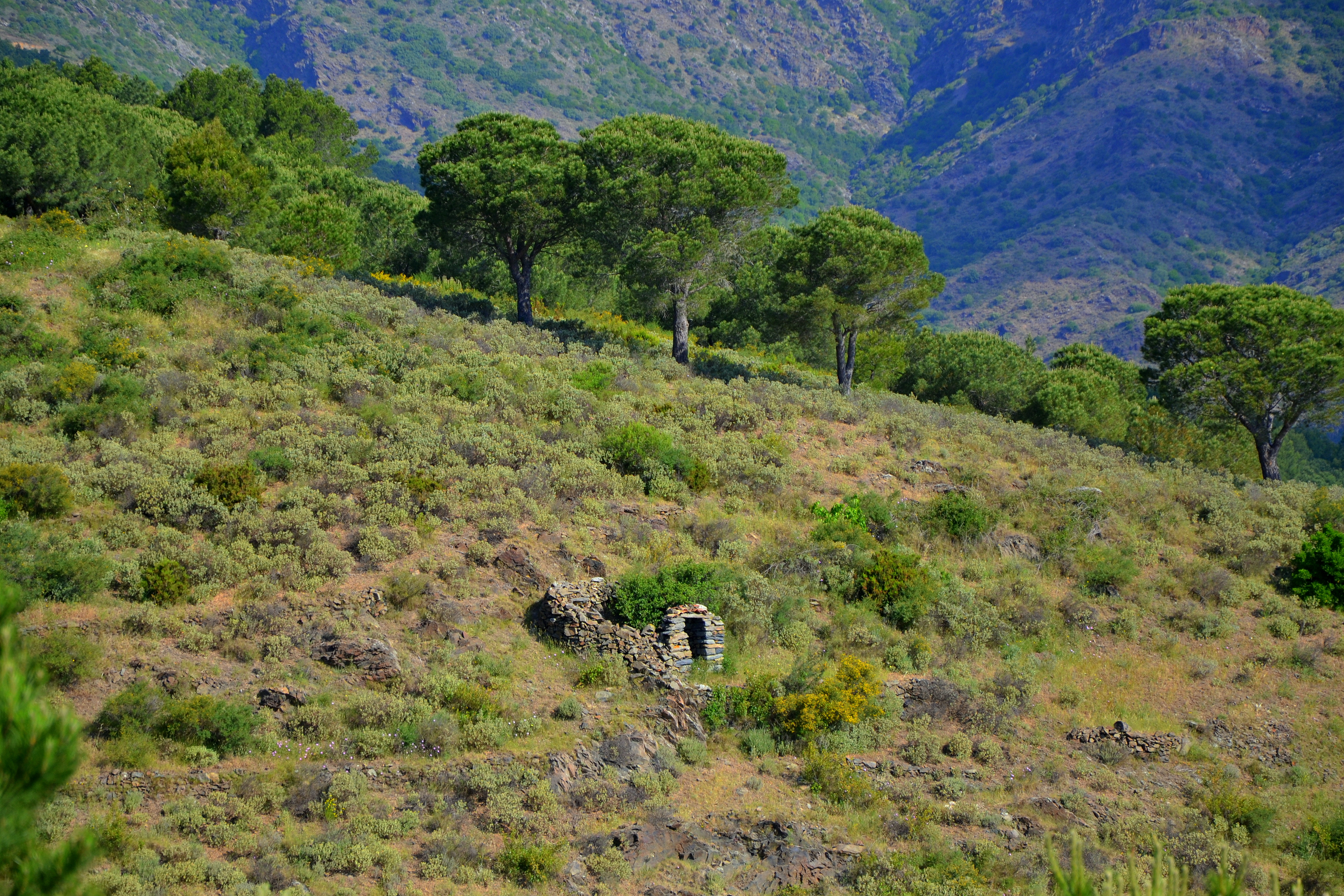
Sierra de la Albera (Alto Ampurdán)
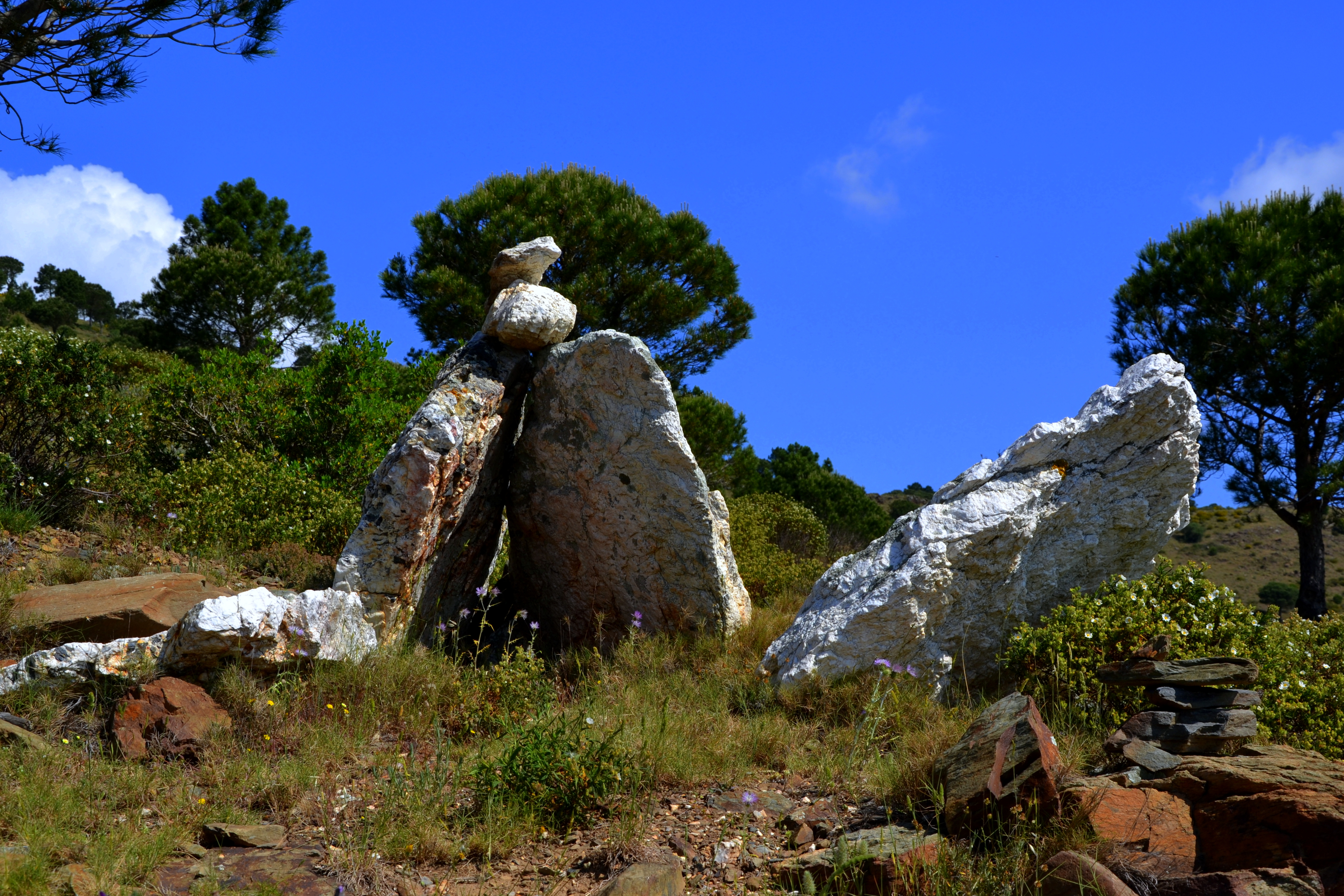
Dolmen en la sierra de la Albera
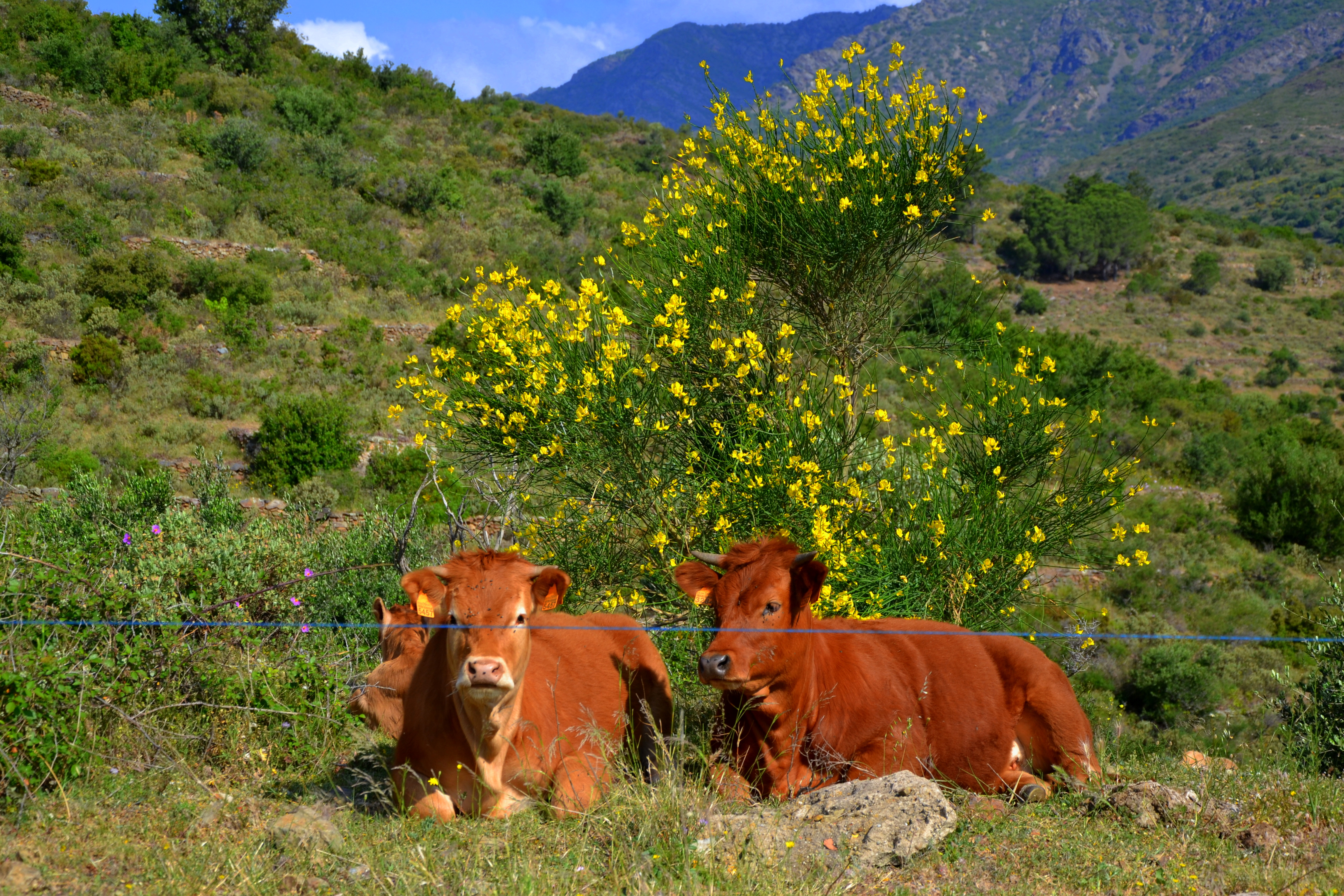
Vaca de la Albera en la sierra de la Albera
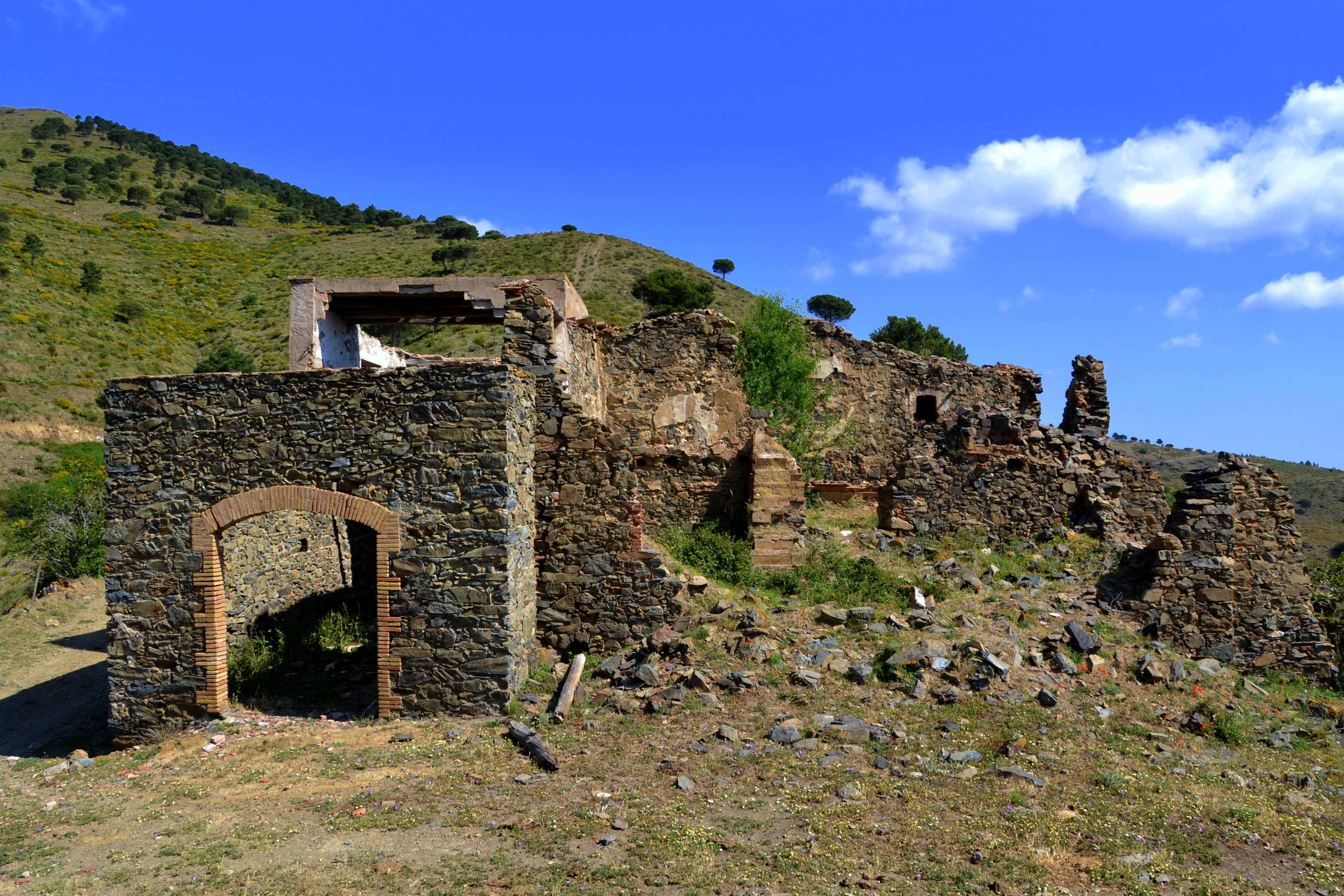
Mas Patiràs (Colera) en la sierra de la Albera

## Municipios
La Sierra de la Albera se extiende a lo largo de unos 25 km por los municipios siguientes:
- Alto Ampurdán: Cantallops, Espolla, Rabós, Llansá, La Junquera, Colera, Portbou y San Clemente Sasebas.
- Rosellón: Argelès, Banyuls sur Mer, Cerbère, Colliure, Montesquieu-des-Albères, Portvendres, Laroque-des-Albères, San Andrés de Sureda, Sant Genís de Fontanes, Sureda, Villelongue-dels-Monts y Le Boulou.
- Vallespir: L'Albère, Les Cluses y Le Perthus.

## Lugares de interés
- El coll de Panissars y el de Pertús, vías de paso milenarias del Pirineo, con el complejo fortificado de Les Cluses y los restos de la Vía Domitia.
- Monumentos megalíticos; dólmenes como los situados en Espolla y menhires.
- Los monasterios benedictinos de San Quirico de Colera, Saint-Génis-des-Fontaines y Santa Maria del Vilar (Villelongue-dels-Monts).
- Las iglesias románicas de Saint-André y Santa Maria de Colera.
- Los castillos de Requesens, el Castillo de Rocabertí y de Ultrère (Argelès-sur-Mer).
- Las torres medievales de Madaloc y de la Massanne, ambas del siglo XIII.